# Tobias Kroner

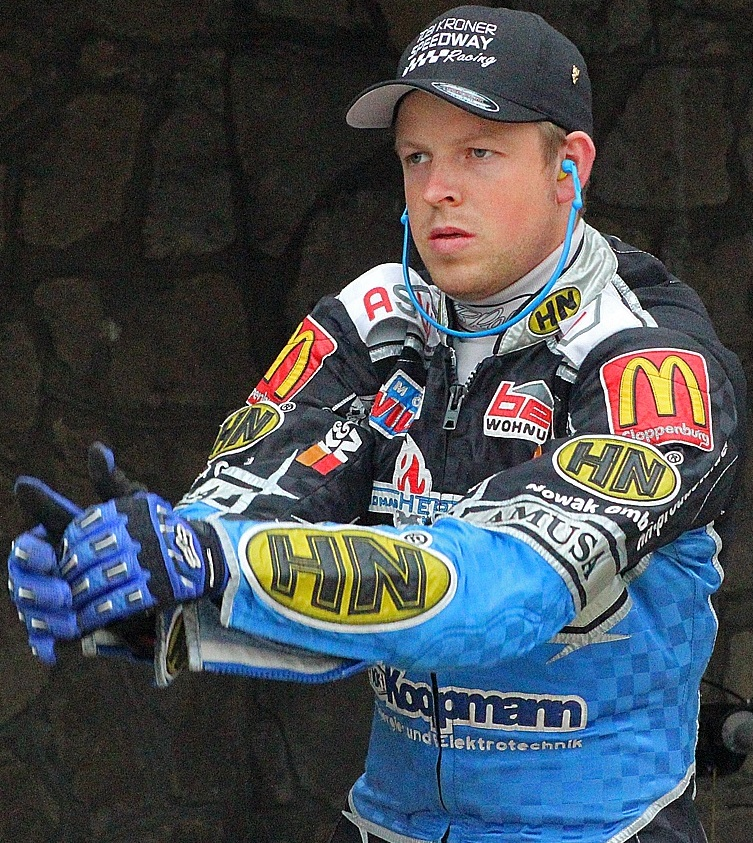
Tobias Kroner (2013)

Tobias Kroner (* 16. Oktober 1985 in Haselünne) ist ein internationaler deutscher Speedway-Rennfahrer. 2012 feierte Kroner mit dem Gewinn der Deutschen Speedway-Meisterschaft seinen bisher größten persönlichen Einzelerfolg. Seit 2014 ist er außerdem als Co-Kommentator für TV-Sender Eurosport in der Expertenrolle tätig und kommentiert die Rennen der schwedischen Elitserien an der Seite von Norbert Ockenga.

## Karriere
International stieß er bereits 2007 in die Speedway-WM Grand Prix Challenge vor, der letzten Qualifikationshürde vor dem Speedway-WM Grand Prix. 2011 und 2012 nahm Kroner mit dem Speedway-Nationalteam an der Hauptrunde des Speedway-World-Team Cups teil. Auch in den europäischen Top-Speedway-Ligen von England und Polen war und ist Kroner unterwegs: Von 2006 bis 2009 startete er bei den Ipswich Witches und auch in Polen bei Lotos Gdańsk. Seit geraumer Zeit hat Kroner einen Vertrag bei Wanda Kraków in Polen, wo er auch Team-Kapitän ist. 2010 wurde Kroner Speedway-Paar-Vize-Europameister.
In der deutschen Speedway-Bundesliga startet Kroner für den MSC Brokstedt. Seine Heimatclubs sind der MSC Cloppenburg und der MSC Dohren/Emsland.

## Teams 2009
- MSC Brokstedt
- Lotos Gdańsk
- Ipswich Witches

## Teams 2014
- MSC Brokstedt
- Victoria Pila

## Erfolge
Einzel
- Deutscher Speedway-Meister 2012
- Speedway-WM Grand Prix Challenge Finalist 2007

Team
- Speedway Paar-Vize-EM 2010
- Teilnahme an World-Team-Cup Hauptrunde 2011 und 2012